# Le Boulay
Le Boulay ist eine französische Gemeinde mit 813 Einwohnern (Stand: 1. Januar 2022) im Département Indre-et-Loire in der Region Centre-Val de Loire; sie gehört zum Arrondissement Loches und zum Kanton Château-Renault. Die Einwohner werden Villedomériens genannt.

## Geographie
Le Boulay liegt etwa 26 Kilometer nordöstlich von Tours am kleinen Fluss Glaise, einem Nebenfluss der Brenne. Umgeben wird Le Boulay von den Nachbargemeinden Monthodon im Norden und Nordwesten, Authon im Norden, Neuville-sur-Brenne im Osten und Nordosten, Château-Renault im Osten, Villedômer im Süden, Crotelles im Süden und Südwesten sowie Saint-Laurent-en-Gâtines im Westen.

## Bevölkerungsentwicklung
| Jahr                      | 1962 | 1968 | 1975 | 1982 | 1990 | 1999 | 2006 | 2013 |
| Einwohner                 | 412  | 424  | 398  | 419  | 440  | 493  | 588  | 800  |
| Quelle: Cassini und INSEE |      |      |      |      |      |      |      |      |

## Sehenswürdigkeiten
- Kirche Saint-Sulpice aus dem 12. Jahrhundert
- Rathaus, früheres Pfarrhaus
- Schloss La Chauvinière aus dem 16. Jahrhundert

## Gemeindepartnerschaften
Mit der ungarischen Gemeinde Dunaszekcső im Komitat Baranya besteht seit 2005 eine Partnerschaft.